# Olympic Airlines
Olympic Airlines - Líneas Aéreas de Grecia (en griego: Ολυμπιακές Αερογραμμές – OA) fue la compañía de bandera de Grecia hasta septiembre de 2009. Su base principal se encontraba en el Aeropuerto Internacional de Atenas, con bases secundarias en el Aeropuerto Internacional de Tesalónica, así como en la isla de Rodas. En sus últimos años, Olympic operaba una red de 11 destinos intercontinentales, 22 europeos y 34 domésticos. La compañía contaba, a fecha de diciembre de 2007 con 8500 empleados.
Olympic Airlines era miembro de IATA y obtuvo el certificado IOSA (IATA Operational Safety Audit) que certifica la seguridad en las operaciones de la compañía.
El 6 de marzo de 2009, el Estado Griego anunció que había llegado a un acuerdo para vender la compañía al fondo de inversión griego Marfin Investment Group, poniendo fin a 30 años de participación estatal.
El 29 de septiembre de 2009 cesó sus operaciones y la mayor parte de sus vuelos y la nueva compañía Olympic Air empezó a operar. El 31 de diciembre de 2009 cesó todos sus vuelos.

## Historia

### El origen de Olympic Airlines
Los orígenes de Olympic Airlines se remontan a 1930, con la creación de la compañía aérea Icarus. Pero tras unos pocos meses de vida se declaró en bancarrota debido a problemas financieros y al escaso interés en Grecia por el transporte aéreo. Icarus fue reemplazada entonces por GCAT./Ε.Ε.Ε.Σ. (Greek Company for Air Transport/Ελληνική Εταιρεία Εναέριων Συγκοινωνιών). En 1935 se fundó otra compañía con capital privado, recibiendo el nombre de TAE. (Technical and Aeronautical Exploitations/Τεχνικαί Αεροπορικαί Εκμεταλλεύσεις). Tras la Segunda Guerra Mundial, en 1947, coexistían en Grecia tres compañías: TAE., GAT. y Hellenic Airlines/Α.Μ.Ε. (Αεροπορικαί Μεταφοραί Ελλάδος).
En 1951, la mala situación económica de las tres compañías provocó la decisión del Estado Griego de fusionarlas en una sola, que recibió el nombre de TAE Greek National Airlines. Pero la situación económica no mejoró en los años siguientes, viéndose obligada a suspender sus operaciones cuatro años más tarde de su fundación.
Sin embargo, en julio de 1956, el estado heleno logró llegar a un acuerdo con el magnate Aristóteles Onassis para venderle la compañía, que retomó sus operaciones bajo el nombre de TAE por un breve período, hasta que el 6 de abril de 1957, la compañía fue relanzada como Olympic Airways.

### El despegue. Década de los 60

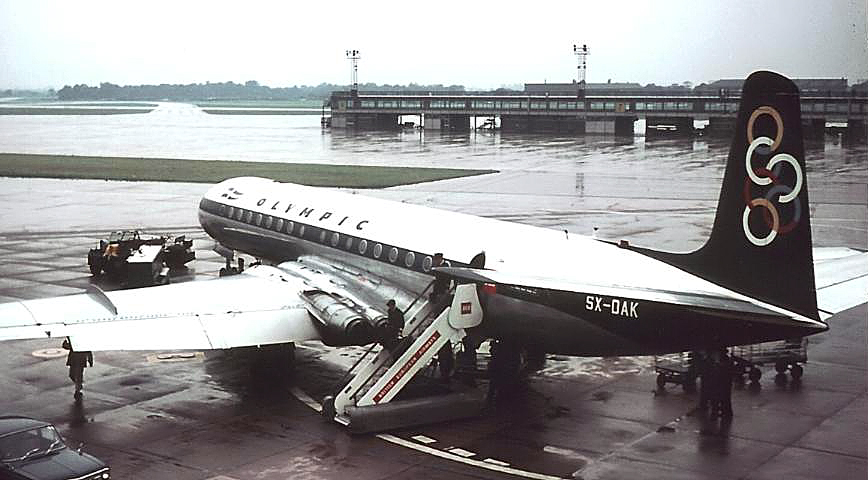
DH Comet de Olympic Airways.

Olympic Airways inició sus operaciones con un vuelo de Atenas a Tesalónica siendo operado por Pavlos Ioannidis a bordo de un DC-3. Ya como compañía privada, Onassis se propuso relanzarla y hacer de ella un símbolo de Grecia. Los uniformes de sus tripulantes de cabina fueron diseñados por el diseñador franco-griego Jean Desses. En 1959 incorporó su primer avión reactor, un De Havilland Comet 4B, con el que empezó a operar a Ámsterdam y Bruselas. Al mismo tiempo, llegó a un acuerdo de colaboración con la compañía nacional británica BEA, operando inicialmente vuelos en código compartido, para más tarde operar los Comet de ambas compañías de manera conjunta.
En 1965, Olympic realizó el primer pedido de aviones de largo alcance Boeing 707, de la serie 320, siendo entregado el primero un año más tarde bajo el nombre Ciudad de Atenas. Comenzaban así sus rutas a Nueva York y Johannesburgo, en Sudáfrica. Con la llegada de los primeros aviones Boeing 727, comenzaron las rutas al norte de África. A finales de la década de los 60, Montreal se sumaba a su mapa de rutas. 
Por aquel entonces, Olympic Airways gozaba de gran prestigio en todo el mundo, siendo sinónimo de calidad y distinción. Por ello, se encargó la renovación de sus uniformes corrió a los más prestigiosos sastres de la época, como Coco Chanel y Pierre Cardin.

### Olympic en los 70s

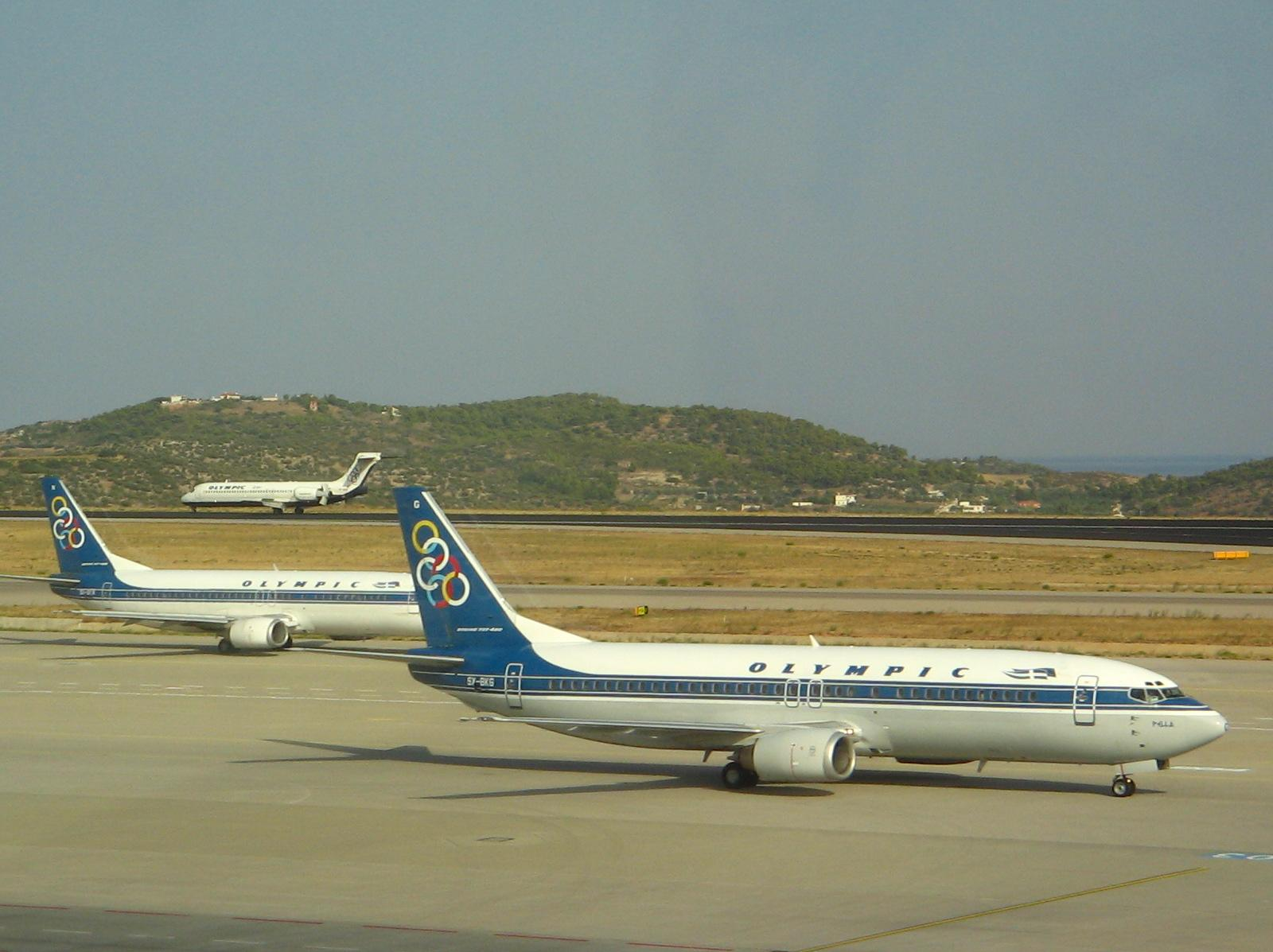
Boeing 737 de Olympic en Atenas.

La década de los 70 comenzó con la creación de Olympic Aviation, filial de Olympic Airways fundada por Alexander Onassis, hijo de Aristóteles. Olympic Aviation se concibió como la división regional, operando pequeños aviones y helicópteros capaces de adaptarse a la complicada orografía griega, conectando las islas con la capital. Además, a través de esta nueva compañía, el grupo comenzó a prestar servicios en el mercado charter.
El 3 de marzo de 1972, Olympic Airways conectó por primera vez los 5 continentes inaugurando la ruta Atenas-Sídney. En aquellos años, Olympic se planteó la incorporación del nuevo avión supersónico Concorde, aunque nunca llegó a firmar ni opciones ni pedidos en firme, debido principalmente al creciente precio del combustible.
Pero el 22 de enero de 1973, un accidente de un avión de Olympic en el aeropuerto de Atenas conmocionó a la sociedad griega. Alexander Onassis, de tan sólo 24 años se encontraba a bordo del avión siniestrado. Aristóteles comenzó a perder entonces interés por la aerolínea, vendiéndola de nuevo al estado heleno en 1975, poco antes de su muerte. 
Durante la década de los 70, Olympic continuó su expansión, incorporando modernos aviones a su flota, como el Boeing 737-300, el Boeing 747-100 o el recientemente creado Airbus A300. Con esta flota aumentó su red de destinos, incorporando Dhahran, Dubái, Bengasi, Kuwait y el turístico destino de Santorini. También creó su propia división de cáterin, bajo el nombre de Olympic Catering, que servía a los aviones de Olympic como de otras compañías terceras. En 1979, Olympic comenzó a ofrecer a sus pasajeros la modalidad de billete electrónico.

## Flota
La flota de Olympic Airlines, a fecha de abril de 2009, contaba con las siguientes aeronaves:
- 4 Airbus 340-300
  - Matrícula: SX-DFA, bautizado Olympia
  - Matrícula: SX-DFB, bautizado Delphi
  - Matrícula: SX-DFC, bautizado Marathon
  - Matrícula: SX-DFD, bautizado Epidaurus
- 7 ATR 42
  - Matrícula: SX-BPA
  - Matrícula: SX-BIA, bautizado Plato
  - Matrícula: SX-BIB, bautizado Socrates
  - Matrícula: SX-BIC, bautizado Aristotle
  - Matrícula: SX-BID, bautizado Pythagoras
  - Matrícula: SX-BIN, bautizado Spyros Louis
  - Matrícula: SX-BIM, bautizado Kostas Tsiklitiras
- 7 ATR 72
  - Matrícula: SX-BIE, bautizado Thales
  - Matrícula: SX-BIF, bautizado Democritus
  - Matrícula: SX-BIG, bautizado Homer
  - Matrícula: SX-BIH, bautizado Herodotus
  - Matrícula: SX-BIK, bautizado Archimedes
  - Matrícula: SX-BII, bautizado Hippocrates
  - Matrícula: SX-BIL, bautizado Melina-Hellas
- 17 Boeing 737-400
  - Matrículas: SX-BKH, SX-BKI, SX-BKM, SX-BKA, SX-BKB, SX-BKC, SX-BKD, SX-BKT, SX-BKE, SX-BKF, SX-BKU, SX-BMD, SX-BKN, SX-BLC, SX-BKX, SX-BMC, SX-BKG.
- 4 Dash 8
  - Matrículas: SX-BIO, SX-BIP, SX-BIQ, SX-BIR

## Accidentes e incidentes
- Vuelo 954 de Olympic Airways: 8 de diciembre de 1969, 95 muertos.
- Vuelo 411 de Olympic Airways: 9 de agosto de 1978.